# ZX Spectrum
ZX Spectrum är den mest kända av alla hemdatorer från Sir Clive Sinclair och den han blev adlad för. Sinclair producerade ZX Spectrum under sex år och fortfarande tillverkas kloner av den. Ett exempel är Sprinter. 
Till skillnad mot föregångarna ZX80 och ZX81 hade Spectrum ett tangentbord med rörliga tangenter (inte touchknappar) och färggrafik. Den ursprungliga modellen av Sinclair ZX Spectrum kom år 1982 (23 april) med 16 kB eller 48 kB RAM och gummitangenter. Redan år 1984 kom ZX Spectrum+ med ett bättre tangentbord. År 1985 kom ZX Spectrum 128K med utökat minne och ny ljudkrets. Spectrum +2/+2A kom under år 1987 respektive år 1988. Spectrum +3 med en 3 tums diskettstation kom slutligen år 1988.
ZX Spectrums CPU är en Z80 från Zilog.
I en annons i Aftonbladet 27 april 1983 säljs Sinclair ZX Spectrum med 16 kB RAM för 2 395 kronor.
Det var Ulf Beckmans företag Beckman Innovation som tog in Spectrum till Sverige .

## Tekniska specifikationer

### Mått och vikt
- Bredd: 233 mm
- Djup: 144 mm
- Höjd: 30 mm
- Vikt: 550 gram (utan nätadapter)

### CPU och minne
- Mikroprocessor: Z80A, 3,5 MHz
- ROM: 16 kB, innehållande BASIC-tolk och operativsystem. Basic-tolken startades automatiskt vid uppstart, och man kom direkt in i editeringsläge. ZX-datorerna drog nytta av att en BASIC-rad alltid måste börja med ett reserverat ord, ett kommando, eller ett radnummer. Därför hade alla knapparna ett specifikt BASIC-kommando tryckta på sig, som skrevs direkt när man tryckte ner tangenten. Detta yttrade sig som att kommandon, till exempel "PRINT", kunde lagras som en enda byte istället för ASCIIkoderna för kommandot som tar 5 bytes.

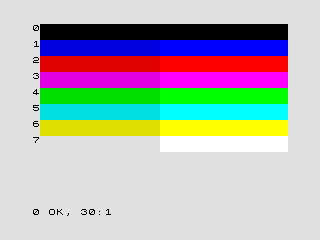
Färgkarta för en ZX Spectrum

- RAM: 16 kB eller 48 kB

### Grafik
- 32x24 bildskärmstecken
- Upplösning: 256x192 pixel
- Färg: 8 färger i två intensitetsnivåer. Totalt 16 färger.

### Ljud
- AY-3-8910 med 1 kanal med 5 oktaver

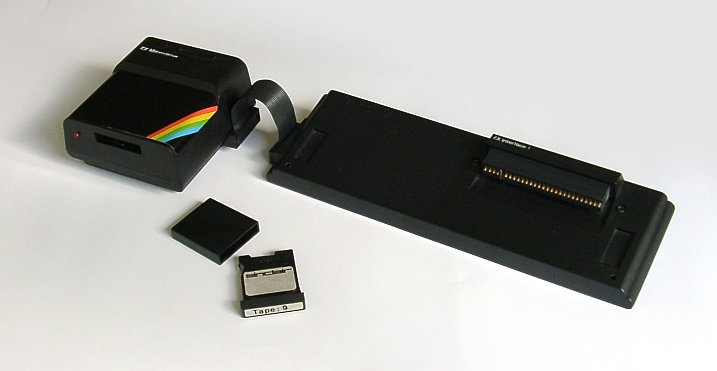
Interface 1 med microdrive

### Lagringsmöjligheter
Program lagras med bandspelare. 16 kB på 100 sekunder (1500 baud). Expansionsmoduler gav möjlighet att lagra data på så kallade Microdrives och diskettenheter.

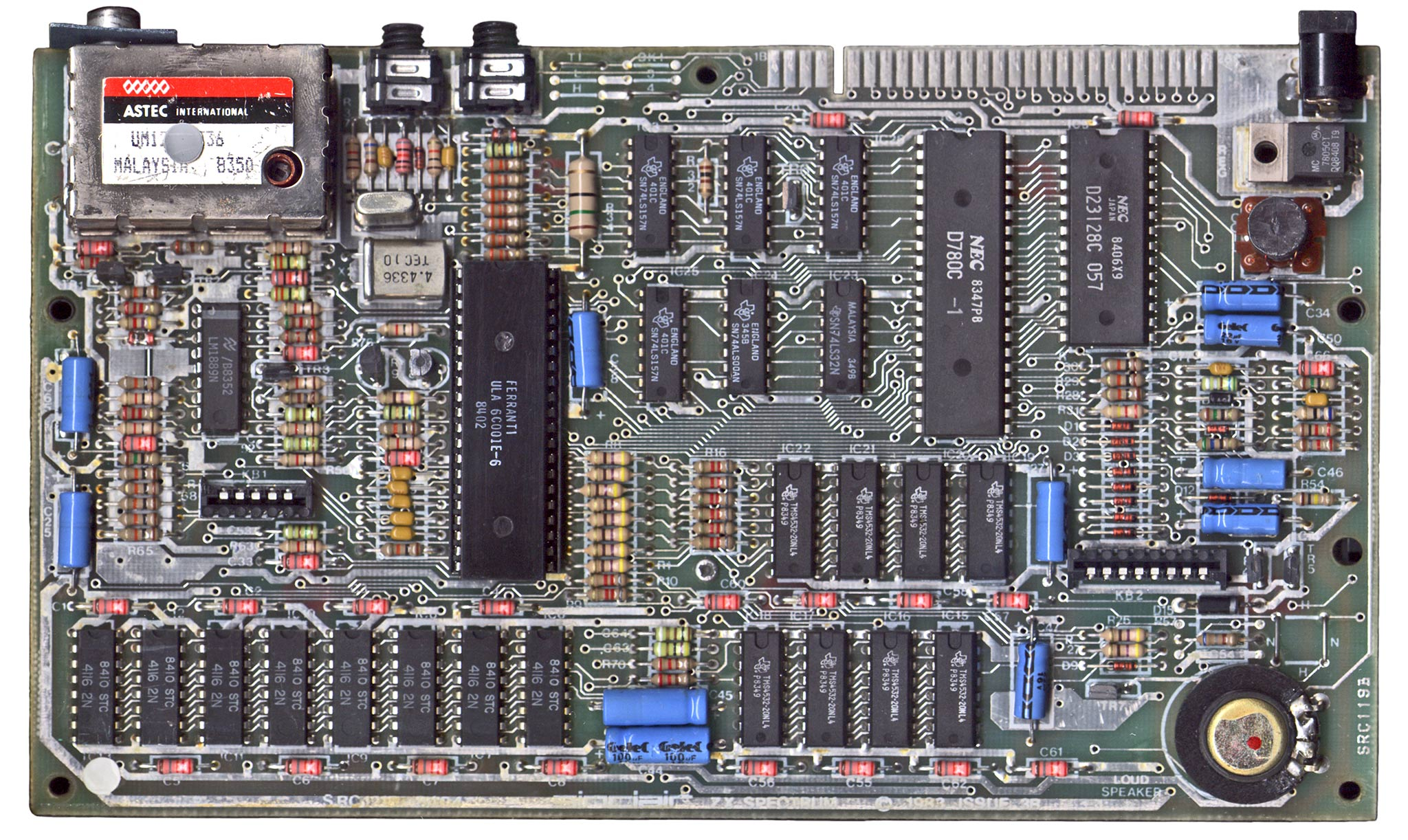
Moderkortet på en Sinclair ZX Spectrum 48k

### Kretskortet
Det förekom sex olika versioner av Spectrums kretskort. Skillnaderna rörde i början endast kretslayouten (och olika versioner av Spectrums ULA). Senare följde mekaniska anpassningar för nya lådor och successiva hårdvarutillägg som ljudchip och elektronik för RS232, och, till sist, diskettstation.

### Datorspel
Exempel på datorspel
- Fairlight gjord av svensken Bo Jangeborg
- Fairlight II gjord av svensken Bo Jangeborg

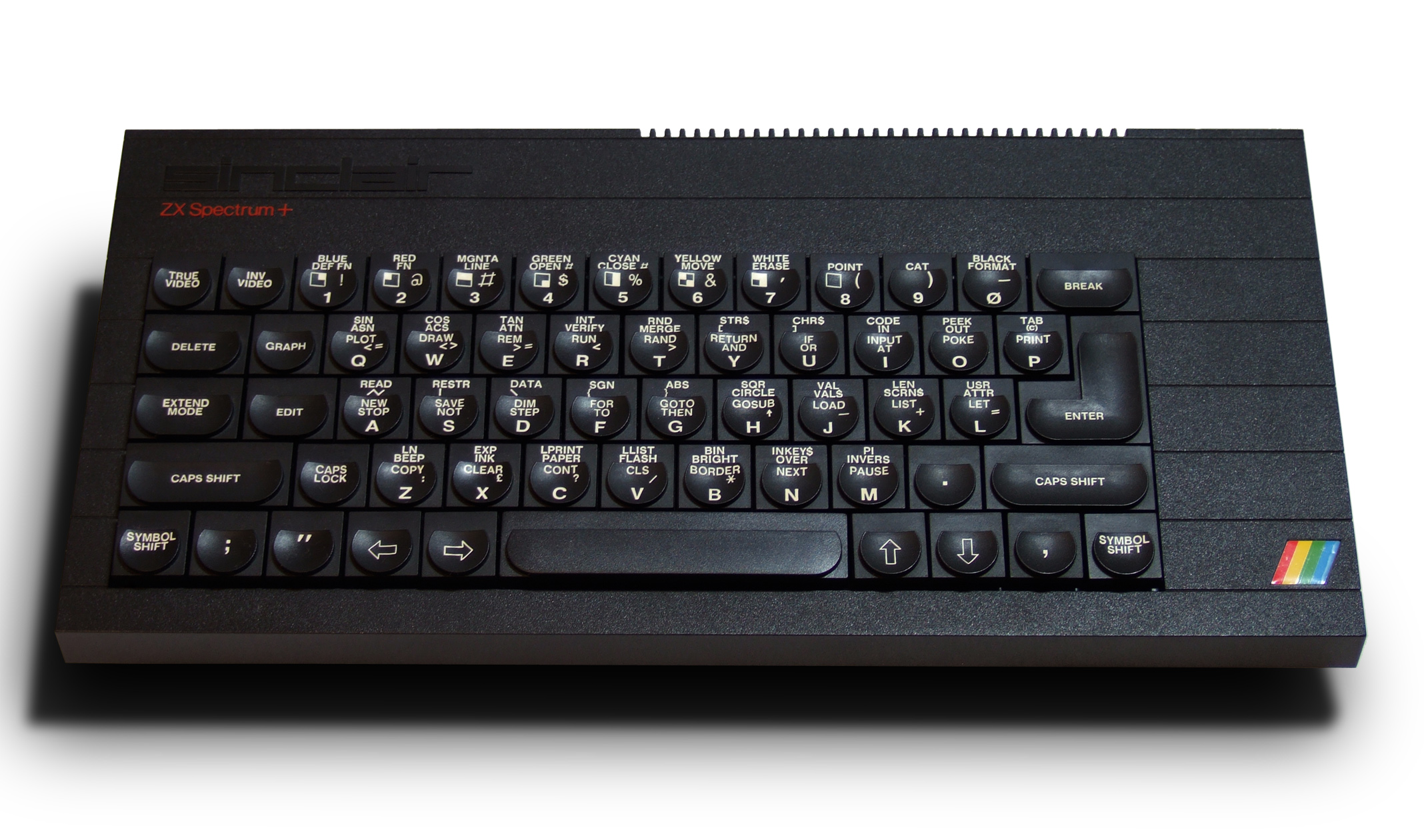
Sinclair ZX Spectrum+

Beam software
- Hungry Horace
- Horace goes skiing

ERBE Software
- Arkanoid

Firebird software
- Bubble Bobble

Mirrorsoft
- Tetris

Realtime software
- Starglider
- Starglider II

US Gold
- Raid over Moscow

## Spectrum+
Sinclair Spectrum+ var en vidareutveckling av Sinclair Spectrum 48k. Skillnaden bestod främst i att + hade ett förbättrat tangentbord, med "riktiga" plasttangenter i stället för grundversionens suddgummiliknande dito. Datorn såg ut som en "QL light" och saknade dennas dubbla microdrive-stationer.
Sinclair Spectrum+ importerades inte officiellt till Sverige. Dock letade sig parallellimporterade exemplar, eftersom priset i England for Spectrum+ vid detta laget (1985) låg långt under det svenska priset på en Spectrum 48k.

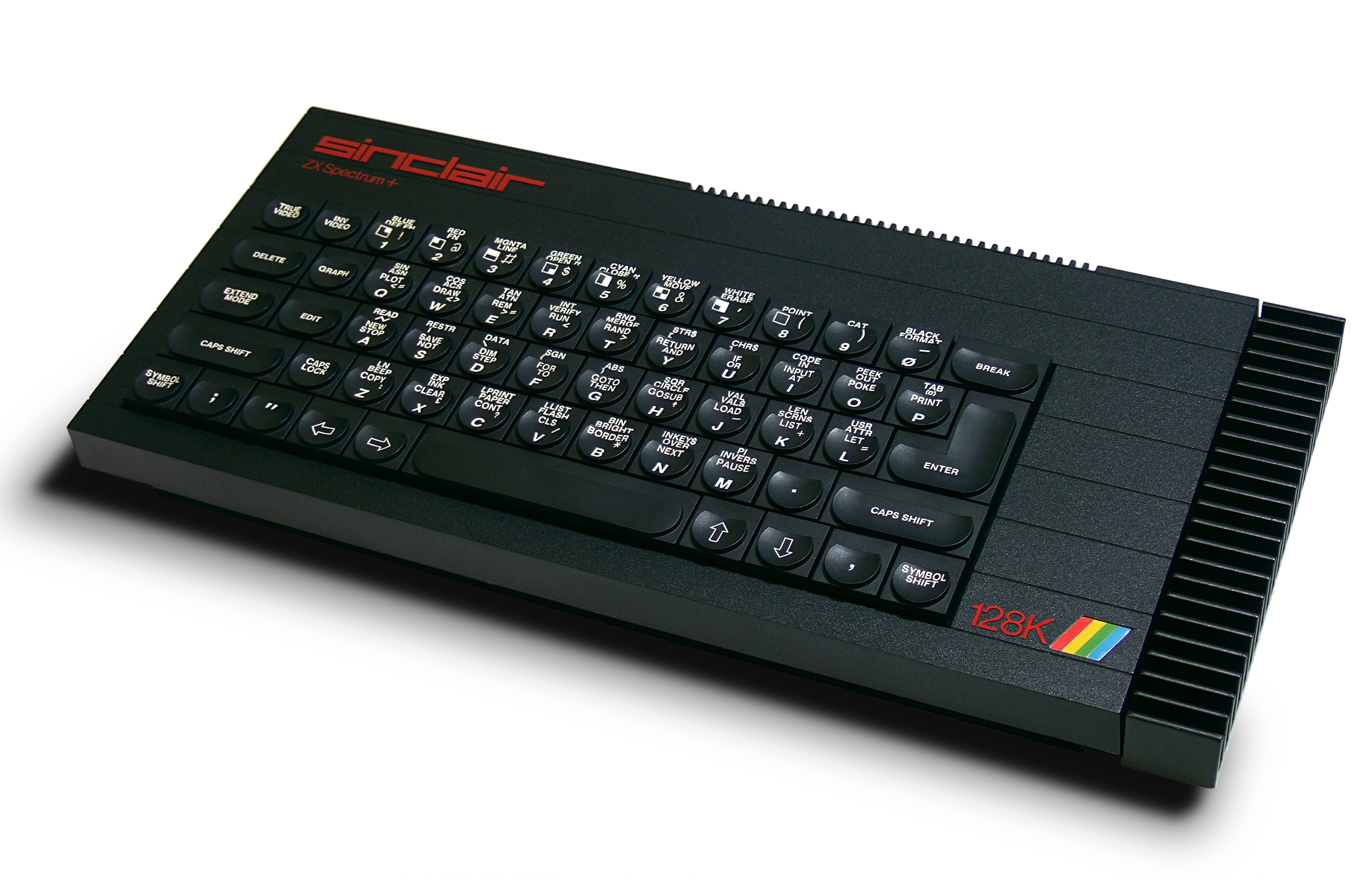
Sinclair ZX Spectrum 128

## Spectrum 128
1985 släppte Sinclair sin Spectrum 128 i Spanien. Modellen hade utökat RAM-minne på 128 kB. Ett nytt ljudchip erbjöd tre kanaler och en MIDI-kontroller kunde användas direkt från BASIC-tolken, och datorn kunde med ett kommando bytas till 48k-läge (emellertid utan möjlighet att byta tillbaka till 128k läge utan att omstarta datorn). Datorn fick även en RS232-port och en RGB-utgång för högupplösta skärmar.

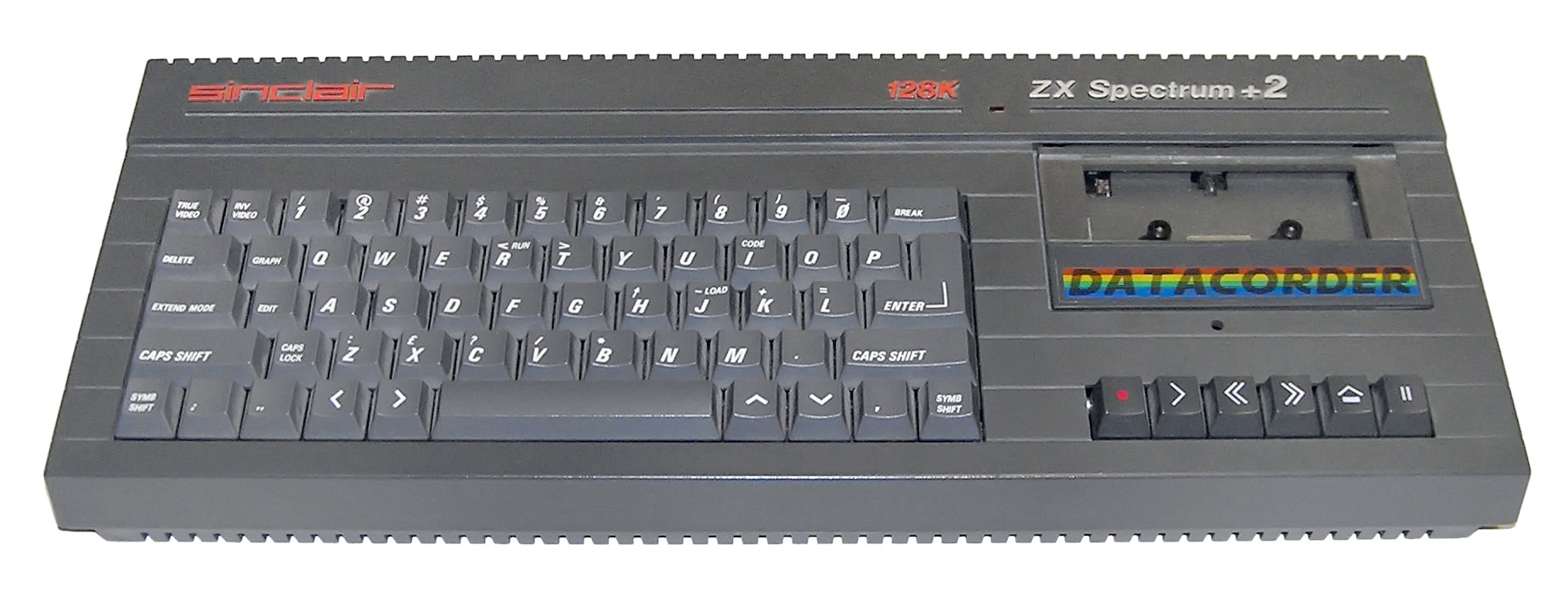
Sinclair ZX Spectrum +2

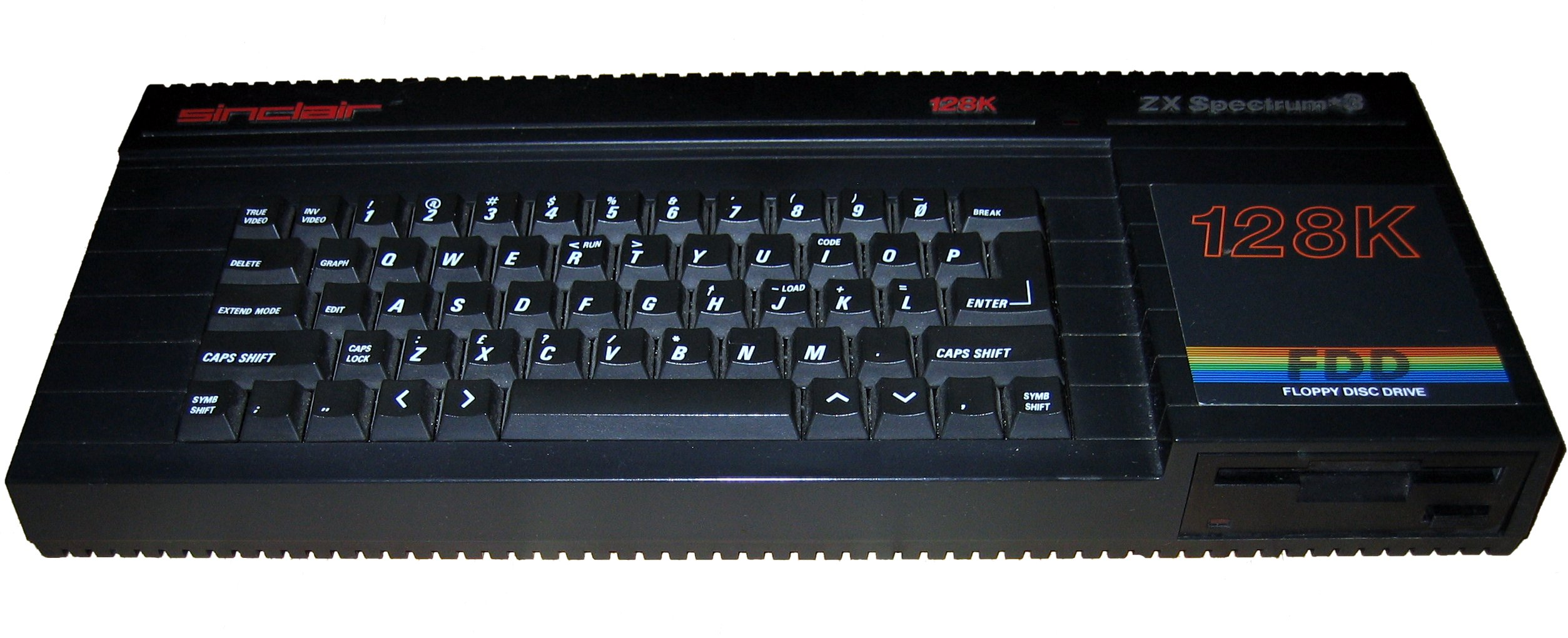
Sinclair ZX Spectrum +3

## Spectrum +2 och +3
När datortillverkaren Amstrad år 1986 köpte upp Sinclair-märket och dess Spectrumserie av datorer beslöt de att det var dags att uppdatera Spectrumdatorn. De släppte modellerna +2 och +3, där +2 till utseendet något liknade Spectrum 128 men hade bättre tangentbord, inbyggda joystickportar och en inbyggd kassettbandspelare. Modellen +3 fick en inbyggd diskettstation, men Amstrad valde sitt eget 3-tumsformat istället för det mer gängse 3,5-tumsformatet.